# Marathon de Zagora
 (février 2022).
 (février 2022).
Si vous disposez d'ouvrages ou d'articles de référence ou si vous connaissez des sites web de qualité traitant du thème abordé ici, merci de compléter l'article en donnant les références utiles à sa vérifiabilité et en les liant à la section « Notes et références ».
Le marathon de Zagora est une épreuve de course à pied de 42,195 km et 850m de dénivelé dont le cadre se situe au delà des montagnes du Haut Atlas, aux portes du désert du Sahara, dans la petite ville de Zagora. Ce marathon a la particularité de se courir chaque année le 31 décembre. Il est organisé par des athlètes de haut niveau tels les frères Lahcen Ahansal et Mohamad Ahansal.
Le départ se donne à Zagora et permet de découvrir la cité impériale, ses remparts de couleur ocre et sa palmeraie, ses premières dunes de sable. La course passe aussi par le djebel Zagora ainsi que par la vallée du Drâa.
Le marathon et le semi-marathon regroupent environ 750 participants.
L'occasion de terminer l'année par un dernier défi sportif avant la soirée du réveillon sous le ciel étoilé.